# Game Developer (site web)
Pour les articles homonymes, voir Game Developer.
Game Developer (anciennement Gamasutra jusqu'en 2021) est un site web fondé en 1997 à l'intention des développeurs de jeux vidéo. À l'origine — et s'appelant à l'époque Gamasutra — ce site web accompagnait le magazine papier Game Developer (qui a existé de 1994 à 2013).

## Rubriques

Ancien logo.

Game Developer publie des nouvelles quotidiennes, des articles de fond tels que des post-mortems de jeux et des essais critiques de développeurs, ainsi que des articles de blog soumis par les utilisateurs. Les articles peuvent être filtrés par thème (Tous, Console/PC, Social/Online, Smartphone/Tablette, Indépendant, Sérieux) et par catégorie (Programmation, Art, Audio, Design, Production, Biz (Business)/Marketing). Le site dispose d'une vitrine en ligne pour les livres sur la conception de jeux, de flux RSS et du compte Twitter du site.
Le site comporte également une section permettant aux utilisateurs de postuler à des contrats de travail et à des postes vacants dans divers studios de développement.

### Trade Center Resource
Bien qu'il affiche des nouvelles trouvées sur les sites web typiques de jeux vidéo, Game Developer fournit des articles aux développeurs de jeux professionnels sur les disciplines de la conception, de l'audio, des relations publiques et de l'art. Le site encourage les professionnels à publier des blogs afin de partager leur expertise avec d'autres développeurs. L'équipe éditoriale participe également à la réalisation d'entretiens avec des développeurs et des concepteurs de matériel, tels que Yuji Horii, créateur de Dragon Quest, Hideki Konno, concepteur de la Nintendo 3DS, et Erik Wolpaw, scénariste de Portal.

### Retour d'expérience
Les retours d'expérience, des articles dans lesquels les développeurs racontent les succès et les échecs du développement d'un jeu spécifique, fournissent un aperçu direct de tous les aspects de la conception d'un jeu et informent les autres développeurs sur les risques et les conseils importants. De nombreux retours sont publiés, qu'il s'agisse de jeux indépendants comme Okabu et The Path ou de projets de grands studios comme Ōkamiden et BioShock. Il existe plus de 150 articles de retours collectés depuis 1997. Des retours inhabituels sont publiés, notamment A Story of GameLayers, Inc. qui révèle le développement tumultueux et l'annulation finale d'un MMORPG basé sur le navigateur Firefox, et What Went Wrong ? Learning from Past Post-Mortems qui détaille les erreurs les plus courantes commises par les développeurs, telles qu'elles sont admises dans les articles.

### Lignes directrices
Game Developer offre aux utilisateurs la possibilité de publier des articles de blog sur son site web. Pour garantir un niveau de qualité élevé, les auteurs intéressés doivent collaborer avec l'équipe éditoriale. Les contributeurs conservent les droits sur leur contenu après l'avoir publié sur Game Developer.

## GameSetWatch
GameSetWatch est un blog alternatif sur les jeux vidéo et un site frère de Game Developer. Il se consacre à la collecte de liens curieux et de médias pour des jeux décalés et souvent ignorés des anciennes et nouvelles consoles, ainsi que des téléchargements tels que iOS, et des espaces indépendants.
GameSetWatch est fondé par Simon Carless en novembre 2005. Il fonctionne pendant six ans jusqu'à son interruption semi-permanente en novembre 2011. Le site s'arrête parce que les créateurs ont constaté un chevauchement de contenu avec leur site frère IndieGames.com et parce qu'ils estimaient que les blogs de jeux grand public couvraient davantage les nouvelles de jeux vidéo « plus bizarres » et alternatives.
Parmi les personnes ayant contribué au lancement du site, citons Brandon Boyer, président de l'IGF, Michael McWhertor, pilier de GameTrailers, Frank Cifaldi, directeur de l'information de Game Developer, Alice Taylor, ainsi que Brandon Sheffield, EIC du magazine Game Developer.

## IndieGames.com
IndieGames.com est lancé en octobre 2005. IndieGames.com est le site jumeau de Game Developer consacré aux jeux indépendants. Il devient la principale méthode d'UBM TechWeb pour diffuser des informations sur les jeux indépendants après que GameSystem est remplacé par GameSystem. Il devient la principale méthode d'UBM TechWeb pour diffuser des informations sur les jeux indépendants après la fermeture de GameSetWatch. En septembre 2018, IndieGames.com se sépare de son propriétaire de longue date, UBM. Les auteurs lancent un nouveau site Web indépendant appelé Indie Games Plus et transfèrent les anciens articles de IndieGames.com sur le nouveau site web.

## Distinctions
L'équipe de Game Developer remporte un Webby Award en 2006 et 2007.